# 33-я химическая танковая бригада (1-го формирования)
33-я химическая танковая бригада (33-я хтбр) — воинское соединение химических войск в Красной Армии Вооружённых Сил СССР.

## История
В 1937 году 25-я бронетанковая бригада сформирована в Забайкальском военном округе (далее ЗабВО). На формирование были выделены 4-й химический батальон ЗабВО, 2-я отдельная химическая рота Сибирского военного округа, 4-я отдельная химическая рота Средне-Азиатского военного округа. Дислоцировалась бригада на железнодорожной станции разъезд № 74 (посёлок Ясная, Сельское поселение Яснинское в 2013 г.).
В марте 1938 года бригада имела на вооружении 54 лёгких танка Т-26 с 45-мм противотанковой пушкой и радиостанцией, 101 линейный лёгкий танк Т-26 с 45-мм противотанковой пушкой, 10 линейных лёгких быстроходных танков БТ-2 и БТ-5, 19 лёгких химических (огнемётных) танков ХТ-26, 3 химических танкетки БХМ-4 (ОТ-37) (в литературе встречается название ХТ-37), 2 радийных бронеавтомобиля БА-20 и 3 линейных, а также другая техника.
На вооружении дивизии были танки:
- ХТ-26/БХМ-3 — советские лёгкие химические (огнемётные) танки, созданные на базе лёгкого танка Т-26. Выпускались они несколькими сериями в период с 1932 по 1936 год. Имели вооружение: огнемёт в пулемётной башне на месте пушки. Рядом находился спаренный с огнемётом пулемёт.
- БХМ-4 (ОТ-37) — советский малый химический плавающий танк. Т-37А имел клёпано-сварной корпус, изготовленный из обычной (не броневой) стали. На крыше устанавливалась башня, смещённая к левому борту. Её вращение осуществлялось вручную, с помощью приваренных изнутри рукояток. В башне вместо пулемёта установлен огнемёт, а на корпусе оборудование для распыления химических веществ. Всего за 1932—1936 год было изготовлено 1909 линейных и 643 танка Т-37РТ с радиостанцией 71-ТК-1, оборудованных поручневой антенной, и 75 химических машин БХМ-4 (ОТ-37). Малые химические танки Т-37А принимали участие в советско-финляндской войне 1939—1940 годов (Зимней войне) и в Великой Отечественной войне 1941—1945 годов советского народа против Германии.[3]

1 мая 1938 года получила название 25-я танковая бригада. Дислоцировалась на разъезде № 74.
25-я танковая бригада переведена на новые штаты и стала называться 33-я химическая танковая бригада. Дислоцировалась на разъезде № 74.
1 января 1939 года в посёлке Ясная дислоцировались авиационная часть, 33-я химическая танковая бригада и 13-й отдельный миномётный батальон. В довоенное время на полигоне между 74-м и 73-м разъездом (между посёлком Ясная и Ясногорск) проводились испытания химического оружия.
На вооружении бригады были танки:
- ХТ-26/БХМ-3 — советские лёгкие химические (огнемётные) танки. В строю они находились долгое время, достаточно успешно применялись в военном походе в восточные районы Польши — Западную Украину 1939 года, в советско-финляндской войне 1939—1940 годов (Зимней войне) и на начальном этапе Великой Отечественной войны 1941—1945 годов советского народа против Германии. Эксплуатация этой модели в войсках выявила недостатки и по этой причине конструкторы начали поиск новых решений.
- ХТ-130 (ОТ-130) — советский лёгкий химический (огнемётный) танк, массовый танк межвоенного периода. Спроектирован на базе танка Т-26 обр.1933 г. Имел вооружение: огнемёт в башне на месте пушки. Рядом находился спаренный с огнемётом пулемёт. В 1936 году был поставлен на производство. В 1936—1939 годах промышленность изготовила 401 ОТ-130.

На основании директивы Генерального штаба от 2 июня 1940 года № 0/1/104366 бригада расформирована.
1 июля 1940 года началось формирование 5-го механизированного корпуса в 16-й армии Забайкальского ВО на Разъезде № 77. На формирование 13-й тд из 33-й хтбр прибыл 193-й химический танковый батальон. На формирование 17-й тд из 33-й хтбр — 199-й химический танковый батальон.

## Подчинение
| Дата                                  | Фронт                       | Армия | Корпус | Примечания |
| ------------------------------------- | --------------------------- | ----- | ------ | ---------- |
| позже мая 1938 год — 2 июня 1940 года | Забайкальский военный округ |       |        |            |

## Командование
25-я бронетанковая и 25-я танковая бригада:
1937 — май 1938 годы
- Командир бригады комбриг Болотков, Михаил Иванович (арестован, затем уволен из РККА 7.03.1938).[1]
- Помощник командира бригады по технической части военинженер 2 ранга Чирин (на 03.1938).[1]
- Начальник штаба бригады майор Ананьев, Василий Петрович (27.09. 1937—1938).
- Начальник оперативной части штаба бригады капитан Ананьев, Василий Петрович (11.11.1936-27.09.1937).[1]
- Начальник оперативной части штаба бригады майор Зиновьев, Александр Дмитриевич (09.1937-06.1938).[1]
- Начальник части тыла капитан Соловьёв, Сергей Евгеньевич (1937-…).[1]
- Начальник политотдела полковой комиссар Пустынский, Константин Фёдорович (арестован 27.07.1937).[1]

Командир 33-й химической танковой бригады:
Позже мая 1938 года
- Командир бригады полковник Ананьев, Василий Петрович (на 07.1938 г., с 23.12.1939 (приказ НКО № 05044) до 8.07.1940).[1]
- Военный комиссар бригады батальонный комиссар Рудаков (на 07.1938 г.).[1]
- Военный комиссар бригады полковой комиссар Киселёв, Анисим Фёдорович (на 15.05.1939).[1]
- Военный комиссар бригады старший батальонный комиссар Гумеров, Гали Хазигалиевич.[1]
- Помощник командира бригады по строевой части полковник Шаповалов, Иван Андреевич (на 15.05.1939).[1]
- Помощник командира бригады по строевой части майор Малахов, Ксенофонт Михайлович (03-8.07.1940).[1]
- Помощник командира бригады по технической части военинженер 2 ранга Казаков (на 07. 1938).[1]
- Помощник командира бригады по технической части военинженер 2 ранга Ситаташвили, Арчил Михайлович.[1]
- Помощник командира бригады по хозяйственной части интендант 1 ранга Соловей, Дмитрий Тарасович (до 1.07.1940).[1]
- Начальник штаба бригады майор Ананьев, Василий Петрович (27.09. 1937—1938).[1]
- Начальник штаба бригады майор Зиновьев, Александр Дмитриевич (на 15.05.1939, до 04.1940).[1]

- Помощник начальника штаба бригады майор Зиновьев, Александр Дмитриевич (06.38-…).[1]
- Помощник начальника штаба бригады майор Каплин, Василий Кузьмич (до 1.07.1940).[1]
- Начальник оперативной части штаба бригады майор Василий Кузьмич (09.1937-06.1938).[1]
- Начальник политотдела батальонный комиссар Сорочинский.[1]
- Начальник политотдела батальонный комиссар Зириков, Михаил Андреевич (на 15.05.1939).[1]

## Состав
- Управление бригады.
- 190-й отдельный танковый батальон.[1]
- 193-й отдельный танковый батальон (Командир батальона Юплин, Николай Александрович (06.1939-08.1940)).[1][2]
- 195-й отдельный танковый батальон.[1]
- 199-й отдельный танковый батальон.[1][2]
- 205-й отдельный танковый батальон.[1]
- Подразделения обслуживания.